# Gunilla Hulth-Backlund
Gunilla Hulth-Backlund, folkbokförd Gunilla Maria Hult Backlund, född 9 februari 1955 i Munkfors, Värmlands län, är en svensk sjuksköterska, lärare och ämbetsman.
Gunilla Hulth-Backlund har läst vårdvetenskap, arbetat som vårdlärare och har en master i folkhälsovetenskap. Hon är utbildad anestesisjuksköterska och arbetade kliniskt fram till 1987. Hon har arbetat på Socialstyrelsen sedan 1991 i olika befattningar, bland annat som chef för utvecklingsenheten och sedan juni 2008 som chef för hälso- och sjukvårdsavdelningen. Hulth-Backlund var generaldirektör för Tandvårds- och läkemedelsförmånsverket 2009–2012. Hon var chef för utredningen som ledde till inrättandet av Inspektionen för vård och omsorg och tillträdde i samband med bildandet 1 juni 2013 som myndighetens första generaldirektör. Hon fortsatte i den tjänsten fram till pensionen 2019 och efterträddes av Sofia Wallström. Året innan pensionen rankades hon på plats 17 på Dagens medicins lista över de 100 mäktigaste inom svensk hälso- och sjukvård.